# William Percy (bispo)
William Percy (Castelo de Alnwick, 7 de abril de 1428 - 26 de abril de 1462) foi bispo de Carlisle no final da Idade Média. Ele era o quinto filho de Henry Percy, 2.º Conde de Northumberland, e de sua esposa Lady Eleanor Neville. Percy foi, em 1451, nomeado Chanceler da Universidade de Cambridge, cargo que ocupou até 1456. Foi também seleccionado no dia 30 de agosto de 1452 para ser bispo de Carlisle após a nomeação do seu antecessor Nicholas Close para o bispado de Coventry e Lichfield. Percy foi consagrado entre 16 de novembro e 18 de dezembro de 1452, e viria a falecer em 26 de abril de 1462.